# Pierre Webó
Pierre Achille Webó Kouamo (født 20. januar 1982 i Bafoussam, Cameroun) er en camerounsk fodboldtræner og tidligere fodboldspiller. Han er assistenttræner hos tyrkiske Istanbul Başakşehir F.K. I sin spillerkarreiere har han spillet for blandt andet Real Banjul i sit hjemland, uruguayanske Nacional, samt de spanske hold Leganés, Osasuna,  RCD Mallorca og de tyrkiske klubber Istanbul Buyuksehir, Fenerbahçe SK og Osmanlispor.

## Landshold
Webó har (pr. marts 2018) spillet 58 kampe og scoret 18 mål for Camerouns landshold, som han debuterede for i 2003. Han har repræsenteret sit land ved Africa Cup of Nations i både 2006 og 2010.